# Jean Doukas (grand hétériarque)
Pour les articles homonymes, voir Jean Doukas.
Jean Doukas (en grec byzantin : Ἰωάννης Δούκας) est un général byzantin et diplomate lors du règne de Manuel Ier Comnène (1147-1180). Il sert en Italie, en Hongrie, en Asie Mineure et en Terre Sainte. Il a le rang de sébaste et occupe la fonction de grand hétériarque.

## Biographie
Démétrios Polémis l'a identifié à l'éparque de Constantinople, Jean Kamatéros, sous le nom de Jean Doukas Kamatéros. Toutefois, les historiens rejettent cette assimilation. Patricia Karlin-Hayter a ainsi montré que le Jean Doukas de Polemis correspond en fait à cinq ou six personnages différents. 
La première apparition à peu près certaine de Jean Doukas remonte à une ambassade qu'il mène auprès de Frédéric Ier Barberousse, l'empereur du Saint-Empire, en 1155-1156. Par la suite, il passe par l'Italie. Il commande ensuite une armée en Dalmatie en 1164 puis contre le royaume de Hongrie en 1168. Il est attesté comme grand hétériarque en 1170, quand il assiste au synode qui condamne Jean Eirenikos. En 1177, il dirige une ambassade auprès de Baudouin IV de Jérusalem. En 1179, il se rend à Thessalonique et fait l'objet d'une oration par l'érudit et archevêque Eustathe de Thessalonique, qui loue ses connaissances théologiques. Jean Doukas correspond activement avec Michel Glycas à propos de sujets théologiques. Un autre érudit, Constantin de Nicée, écrit une consolation à propos de la mort de la femme de Jean, louant son intérêt pour la philosophie. 
Jean Doukas soutient l'accession au trône d'Alexis II Comnène en 1180. Il pourrait être le même Jean Doukas cité par Nicétas Choniatès qui le fait défendre Nicée contre le rebelle Andronic Comnène en 1182. Toutefois, cette identification reste incertaine.

## Sources
- (en) Merle Eisenberg et David Jenkins, « The Philosophy of Constantine the Philosopher of Nicaea », Byzantinische Zeitschrift, vol. 114,‎ 2021, p. 139-162
- Patricia Karlin-Hayter, « 99. Jean Doukas », Byzantion, vol. 42,‎ 1972, p. 259-266 (JSTOR 44170347)
- (en) Demetrios Polemis, The Doukai : A Contribution to Byzantine Prosopography, London: The Athlone Press, 1968
- (en) Andrew Stone, « The 'Grand Hetaireiarch' John Doukas: The Career of a Twelfth-Century Soldier and Diplomat », Byzantion, vol. 69,‎ 1999, p. 145-164 (JSTOR 44172159)